# Paragon (diamante)
Um paragon é um diamante perfeito — impecável e sem inclusões. No século 16, uma massa de 12 quilates (2.4 g) foi suficiente para se qualificar para essa designação, mas, hoje, o limite fica em 100 quilates (20 g).
O maior diamante impecável do mundo é conhecido como O Paragon, uma gema de 137.82 quilates (27.564 g), e o décimo maior diamante branco no mundo. A jóia foi extraída no Brasil e atraiu a atenção por ser excepcionalmente branca, pedra impecável e de grande tamanho. A joalheria Graff Diamonds adquiriu a pedra na Antuérpia, cortou-a em um incomum formato de escudo-pipa com sete faces, e definiu-a em um colar. Além da pedra principal, este colar também contém raros diamantes cor-de-rosa, azul, e amarelo, fazendo uma massa total de 190.27 quilates. O colar no fim do milênio foi usado pela modelo Naomi Campbell em uma festa de gala que foi realizada pela De Beers e Versace em Syon House, em 1999.